# Миядзаки, Хидэтака
Хидэтака Миядзаки (яп. 宮崎 英高 Миядзаки Хидэтака), род. 19 сентября 1974, Сидзуока, Япония) — японский креативный директор, геймдизайнер, сценарист и президент компании FromSoftware, занимающейся разработкой компьютерных игр. Миядзаки присоединился к компании в 2004 году и был дизайнером игровой серии Armored Core, а затем получил всеобщую известность благодаря созданию серии Souls. В 2014 году он стал президентом компании и занял пост директора. В числе других игр, над которыми он работал, — Demon’s Souls, Bloodborne, Sekiro: Shadows Die Twice и Elden Ring, все они получили высокие оценки критиков.
На Миядзаки повлияли произведения различных писателей, мангак и геймдизайнеров, включая Фумито Уэду и Юдзи Хории. Его игры отличаются высокой сложностью и повествованием, основанным преимущественно на описаниях предметов и элементах окружения, а не на диалогах. Миядзаки считается представителем авторского подхода в разработке компьютерных игр, а его работы неоднократно признавались одними из наиболее значимых в истории индустрии, заложившими основу поджанра soulslike.

## Биография

### Карьера
Хидэтака Миядзаки родился 19 сентября 1974 года в городе Сидзуока, Япония. Он учился в Университете Кэйо и получил диплом в области социальных наук, позже устроился на работу менеджером по работе с клиентами в американскую корпорацию Oracle, чтобы оплатить обучение сестры в колледже. По рекомендации друга Миядзаки прошёл игру Ico 2001 года, что привело его к желанию изменить свою карьеру и стать геймдизайнером. В возрасте 29 лет, не имея опыта работы в индустрии, Миядзаки столкнулся с тем, что лишь немногие игровые компании были готовы взять его на работу, и одной из таких оказалась FromSoftware. В 2004 году он начал работать над Armored Core: Last Raven, присоединившись к работе над игрой на середине её разработки. Позже он стал руководителем игры Armored Core 4 и её прямого сиквела Armored Core: For Answer.
Когда Миядзаки узнал о проекте, который впоследствии получил название Demon’s Souls, он был воодушевлён перспективой создания фэнтезийной ролевой игры и предложил свою помощь. Проект до момента привлечения его к работе считался студией провальным. Миядзаки считал, что компания позволит ему полностью контролировать проект, поскольку любые дальнейшие неудачные задумки не повредят игре. Несмотря на то, что на выставке Tokyo Game Show 2009 игра была принята неоднозначно и продавалась гораздо хуже ожидаемых показателей, через несколько месяцев она начала набирать популярность и вскоре нашлись издатели, готовые выпустить игру за пределами Японии. После успеха духовного наследника игры Dark Souls, вышедшей в 2011 году, Миядзаки был назначен президентом компании в мае 2014 года. Подобные случаи, когда человек меняет род деятельности и становится президентом компании в течение 10 лет, считаются в Японии беспрецедентными.
В 2012 году Sony Computer Entertainment обратилась к FromSoftware с предложением о совместной разработке новой игры. Миядзаки поинтересовался возможностью создания проекта для консолей восьмого поколения, и в результате сформировалась концепция игры Bloodborne. Несмотря на отсутствие сюжетных или сеттинговых связей с предыдущими играми FromSoftware, Миядзаки отметил, что игра несёт в себе ДНК Demon’s Souls и её особенный дизайн уровней. Работа шла параллельно с разработкой Dark Souls II, которую Миядзаки только курировал, так как не мог руководить обеими играми одновременно.
После релиза Bloodborne в марте 2015 года Миядзаки вернулся к работе над серией Dark Souls в качестве ведущего директора игры Dark Souls III, которая была выпущена в начале следующего года. После её релиза он объявил о намерении прекратить разработку серии Dark Souls. Следующими двумя его проектами стали игра в виртуальной реальности Déraciné 2018 года и приключенческий экшен Sekiro: Shadows Die Twice 2019 года, который получил несколько наград. Миядзаки также выступил руководителем игры Elden Ring, разработанной в сотрудничестве с американским писателем Джорджем Мартином. Игра разошлась тиражом более 30 млн копий и была названа одной из величайших компьютерных игр всех времён. В дальнейшем Миядзаки занимал должность руководителя игры Armored Core VI: Fires of Rubicon 2023 года, до того как эту роль взял на себя Масару Ямамура.

### Личная жизнь
В 2019 году Миядзаки рассказал, что у него родился сын. А в 2024 году он сообщил о рождении дочери.

## Влияние и философия дизайна
В детстве Миядзаки очень любил читать, однако его родители не могли позволить приобрести ему много книг. Он часто брал литературу в местной библиотеке, в том числе англоязычное фэнтези и научную фантастику, которую не понимал до конца, и использовал своё воображение, чтобы заполнить пустоты с помощью сопутствующих иллюстраций. Позже он говорил, что это оказало большое влияние на его философию дизайна. Кроме того, Миядзаки играл в книги-игры и настольные игры, такие как Sorcery!, Dungeons & Dragons и RuneQuest, поскольку родители запрещали ему играть в видеоигры до тех пор, пока он не станет взрослым и не поступит в университет.
После знакомства с видеоиграми Миядзаки стал фанатом Ico, ранних игр Dragon Quest, серии The Legend of Zelda и King’s Field, которые, по его словам, оказали непосредственное влияние на его проекты. Он также был поклонником манги, среди которой были «Берсерк», Saint Seiya, JoJo’s Bizarre Adventure и Devilman, а также произведений Говарда Лавкрафта, Брэма Стокера и Джорджа Мартина. Миядзаки также вдохновляется архитектурой, особенно европейской, и часто использует её в своих играх в качестве элемента визуального повествования. Психология, антропология и социология также повлияли на его дизайнерские решения.
В роли ведущего креативного директора проекта Миядзаки обычно пишет большую часть сюжета, диалогов и текста, при этом за ним остаётся последнее слово по вопросам дизайна персонажей, монстров и уровней. Многопользовательская механика серии Souls была вдохновлена его личным опытом езды по заснеженной дороге, когда впереди идущие машины начали буксовать на подъёме, и их стали толкать другие водители. Поскольку Миядзаки не мог остановить машину и поблагодарить людей, так как просто застрял бы снова, он задавался вопросом, добрался ли последний человек в очереди до места назначения. Это послужило толчком к появлению в серии многопользовательских функций, в которых была сделана попытка имитировать то же чувство безмолвного сотрудничества.
Миядзаки заявил, что сложность игры — это часть процесса, который даёт игрокам чувство удовлетворения от «преодоления огромных трудностей», а также стимулирует их больше экспериментировать с характеристиками персонажей и оружием. Он отметил, что смерть в его играх используется как инструмент для обучения методом проб и ошибок, добавив, что эта концепция стала общепринятой после успеха Demon’s Souls. Миядзаки заявил, что он не против прямолинейного повествования, однако предпочитает, чтобы игроки сами истолковывали сюжет, поскольку они получают больше удовольствия, когда находят сюжетные подсказки в предметах или репликах побочных персонажей. Многие журналисты и критики называют его представителем авторского подхода в разработке компьютерных игр, отмечая его влияние на серию Dark Souls и родственные ей проекты.

## Работы
| Год  | Название                  | Роль                   |
| ---- | ------------------------- | ---------------------- |
| 2005 | Armored Core: Last Raven  | планировщик            |
| 2006 | Armored Core 4            | руководитель           |
| 2008 | Armored Core: For Answer  | руководитель           |
| 2009 | Demon's Souls             | руководитель           |
| 2011 | Dark Souls                | руководитель, продюсер |
| 2014 | Dark Souls II             | супервайзер            |
| 2015 | Bloodborne                | руководитель           |
| 2016 | Dark Souls III            | руководитель           |
| 2018 | Déraciné                  | руководитель           |
| 2019 | Sekiro: Shadows Die Twice | руководитель           |
| 2022 | Elden Ring                | руководитель           |
| 2026 | The Duskbloods            | руководитель           |

## Награды
В 2018 году Миядзаки был удостоен награды за особые заслуги на церемонии Golden Joystick Awards, которую ему вручили Ян Ливингстон и Стив Джексон, являющиеся его идейными вдохновителями. В 2022 году он получил специальную награду на церемонии CEDEC Awards и награду Министерства экономики, торговли и промышленности Японии за вклад в развитие игровой индустрии на церемонии Japan Game Awards. В 2023 году журнал Time включил Миядзаки в список ста наиболее влиятельных людей года, что сделало его вторым разработчиком игр, попавшим в этот список, после Сигэру Миямото в 2007 году.